# Estrada de Ferro Guaíra a Porto Mendes
Em 1902 a Cia Matte Larangeira estabelece-se em Guaíra, município brasileiro da região Sul, localizado no estado do Paraná, inicialmente denominada de Porto Monjoli, um dos diretores da empresa.
Esta ferrovia fazia parte de um complexo sistema logístico, destinado a exportação de erva-mate, principalmente para a Argentina, onde era beneficiada. Esse sistema era composto, por carroças, barcaças, rebocadores a vapor, e a Estrada de Ferro Porto Murtinho a São Roque, em Porto Murtinho, Mato Grosso do Sul.

## Inicio
A Cia Matte Larangeira utilizava-se de transporte fluvial para exportação de erva mate, para transpor as corredeiras das Sete Quedas entre o alto e o baixo Paraná a empresa, iniciou em 1911 a construção de uma ferrovia entre Guairá e Porto São João. Possuindo inicialmente uma extensão de 45 km, construída no sistema Decauville e utilizando-se de tração animal (muares).

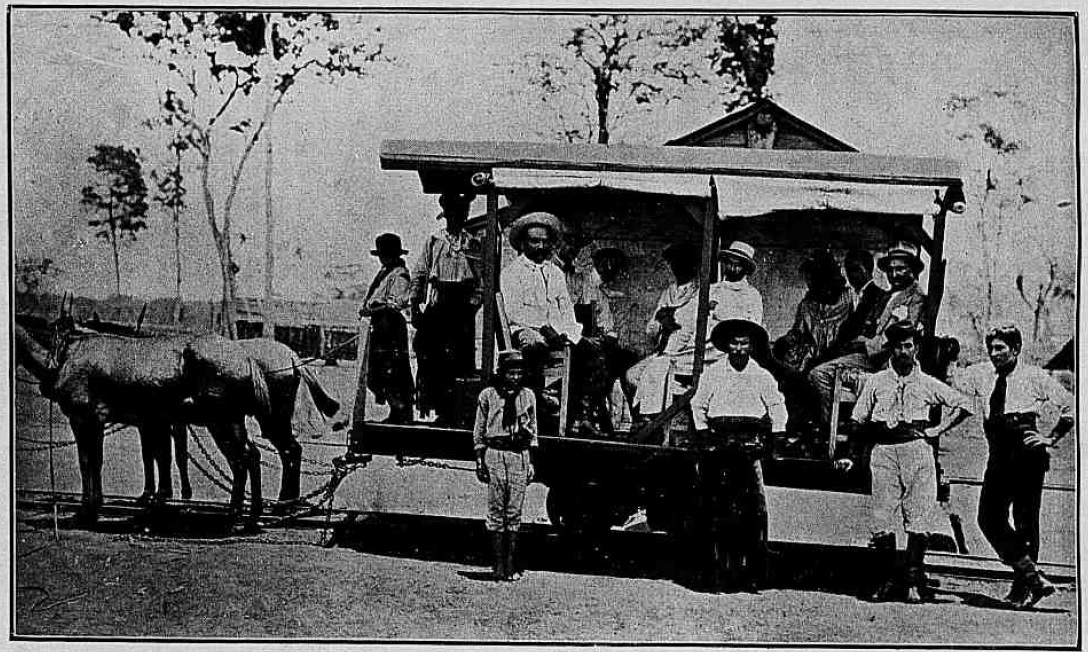
Linha Decauville de Matte Laranjeira, entre o alto e baixo Paraná. É essa forma que viaja pelas Sete Quedas em 1914.

Adquiriu de Isnardi, Alves & Cia. (Título n.º 000307), em 1913 (ou 1915), uma concessão estadual para construção de uma ferrovia ligando o alto ao baixo Paraná. A linha primitiva foi estendida até a localidade denominada Porto Mendes (ou Porto Mendes Gonçalves) sendo inaugurada em 1 de Junho de 1917 e possuindo uma extensão de 60 km (ou 68 km) e rampas superiores a 4%. Foi introduzida a tração a vapor, utilizando-se de locomotivas a vapor inglesas e alemãs, recondicionadas. Em Porto Mendes foi construído um sistema funicular para vencer o desnível de cerca de 120 metros.
Por se tratar de uma ferrovia particular, construída sem qualquer favor do estado, a Matte Larangeira não permitia o tráfego público em suas linhas. Desde 1919 (Decreto nº 796) o governo tentou estabelecer o trânsito público na ferrovia, entretanto não sendo aplicado até 1929, pois não era de interesse da Matte Larangeira.
Em 1924 Guaíra é ocupada pela Coluna Prestes, comandada pelo Gal. João Francisco. As tropas federais retomam a localidade em 9 de Abril de 1925.
Pelo Decreto nº 365, de 27 de Fevereiro de 1929, o estado do Paraná, determina o tráfego público na ferrovia, que somente se concretizou em novembro de 1930, após a Revolução de 30, com a chegada ao poder de Getúlio Vargas.
Em 5 de Março de 1929 o Estado do Paraná concedeu privilégio por 60 anos para uso e gozo de uma estrada a ser construída pela empreiteira Raul & Heitor Mendes. Além do privilégio da exploração da ferrovia, foi cedida gratuitamente uma área de 10.000 hectares de terras devolutas, privilégio de uma zona de 15 quilômetros em casa eixo da linha, isenção de impostos estaduais sobre materiais adquiridos para a construção. Como contra partida previa-se 18 meses para conclusão dos trabalhos. A implementação da concessão devia ocorrer até 30 de Outubro de 1930.
Esse contrato de concessão é considerado lesivo aos interesses do estado, sendo suspenso pelo Decreto nº461 de 19 de Fevereiro de 1931.
É negado a Matte Larangeira a renovação do contrato de arrendamento, sendo estabelecido um regime de livre exploração dos ervais.
Com a criação do Território Federal do Iguaçu em 13 de Setembro de 1943, Guaíra deixa de fazer parte do estado do Paraná.

## Encampação
Em 17 de Abril de 1944 é assinado o Decreto n.º 6.428, por Getúlio Vargas, incorporando a Estrada de Ferro Guaíra a Porto Mendes, assim como os materiais e instalações fixas, instalações portuárias e todas as instalações e material flutuantes, ao Serviço de Navegação da Bacia do Prata (SNBP). Pelo mesmo decreto é encampado o Distrito de Guaíra.
Quando da incorporação pela SNBP, existiam três locomotivas muito antigas e desiguais e a via apresenta-se muito deteriorada. Em 1945 foram realizados os estudos necessário para a remodelação da ferrovia, sem a interrupção do tráfego. As obras proposta nunca foram executadas e as condições de operação pioram muito com o passar dos anos.

## Fim
A ferrovia estava praticamente extinta em 1955 e foi erradicada em 1959 pelo Serviço de Navegação da Bacia do Prata (SNBP).
Em 1963 a Cia Siderúrgica Guairá (hoje Gerdau), adquire via leilão, maquinaria, locomotivas e trilhos.
Foi preservada estática a locomotiva nº 4, fabricada em 1910, pertencente originalmente a ferrovia, a mesma encontra-se exposta na praça Eurico Gaspar Dutra de Guaíra.

## Outros projetos

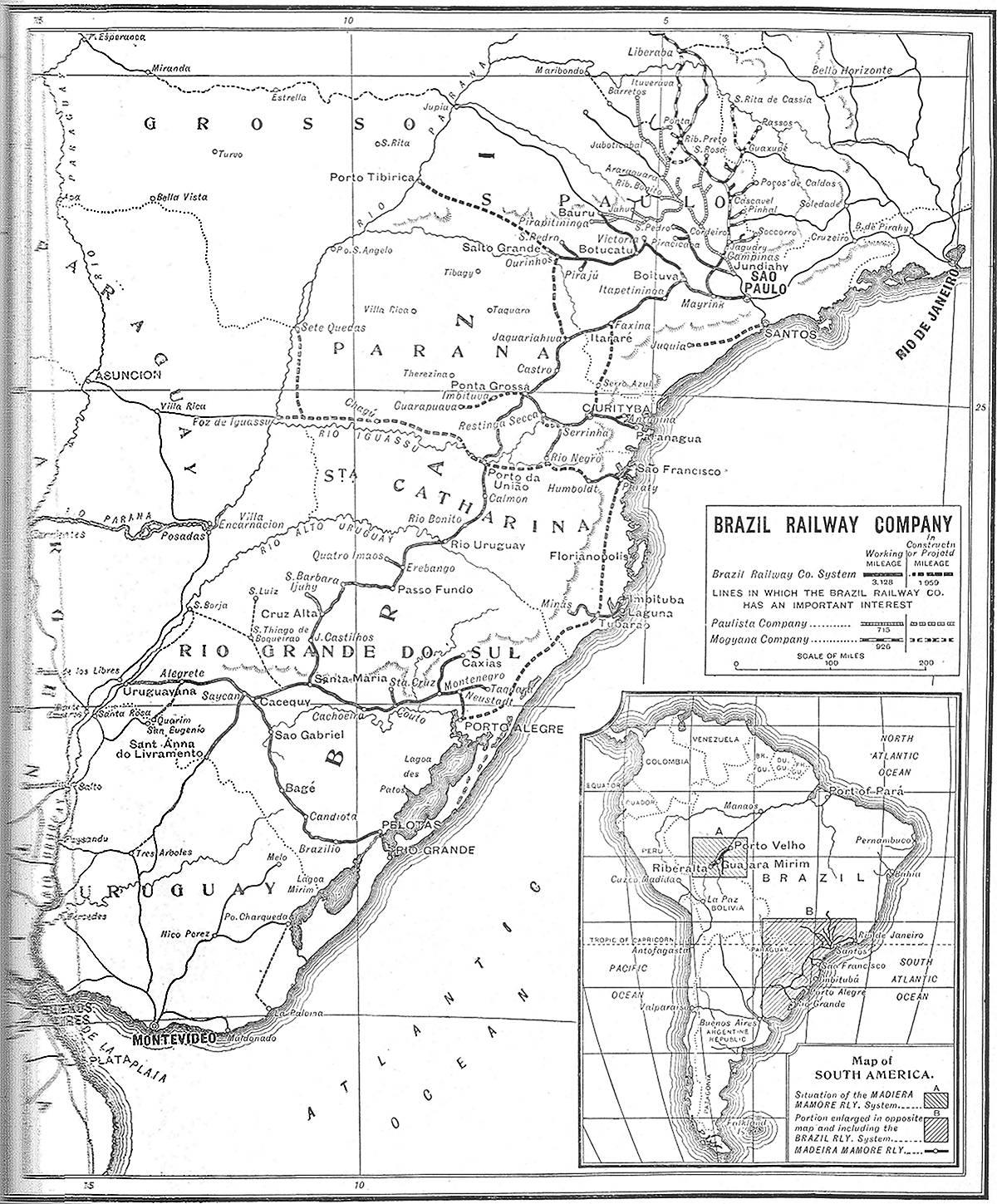
Mapa da Brazil Railway Company (1913) com projeto da ferrovia até Guaíra-PR.

A região das Sete Quedas poderia ter recebido os trilhos de outra ferrovia, uma ramal da Estrada de Ferro Brazil – Paraguay, cujo objetivo principal era fazer a ligação Porto de São Francisco do Sul a Foz do Iguaçu.
A Estrada de Ferro Brazil – Paraguay (Decreto nº11.905 de, 7 de agosto de 1915) era uma concessão federal da Estrada de Ferro São Paulo Rio Grande, controlada de Brazil Railway Company que possuía como objetivo principal a ligação do litoral brasileiro com Assunção.
Esse projeto não foi executado na sua totalidade, sendo somente construído o ramal São Francisco do Sul entre São Francisco do Sul e União da Vitória.
Em 1973 foi aprovado pelo Congresso Nacional o Plano Nacional de Viação, onde previa a construção da EF-369 (Ourinhos-Apucarana-Guairá-Porto Mendes). Parte deste trajeto já era existente, tendo sido construído pela Companhia Ferroviária São Paulo-Paraná até Apucarana em 1942 e terminado pela RFFSA até Cianorte em 1972.
Plano Nacional de Viação foi revisto em 2008, incluindo a criação da EF-484 (Cascavel-Toledo-Palotina-Guaíra-Mundo Novo-Dourados-Maracaju), com extensão aproximada de 500 quilômetros, a mesma se interligará com a Ferroeste (EF-277) em Cascavel-PR.